# Haan (Familienname)
Haan ist ein Familienname.

## Namensträger
- Ada den Haan (1941–2023), niederländische Schwimmerin
- Adrienne Haan (* 1978), deutsch-luxemburgische Sängerin und Schauspielerin
- András Haán (1946–2021), ungarischer Basketballspieler, Segler und Herzchirurg
- Annemiek de Haan (* 1981), niederländische Ruderin
- Arie Haan (* 1948), niederländischer Fußballspieler und -trainer
- Benno Haan (1631–1720), dänischer Kunststicker
- Calvin de Haan (* 1991), kanadischer Eishockeyspieler
- Carolina Lea de Haan, eigentlicher Name von Carry van Bruggen (1881–1932), niederländische Schriftstellerin
- Karel de Haan (1530–1616), niederländischer Prediger, siehe Carolus Gallus
- Christoph Haan (1608–1675), deutscher Geistlicher, Abt von Schöntal
- David Bierens de Haan (1822–1895), niederländischer Mathematiker und Wissenschaftshistoriker
- Edmond Haan (1924–2018), französischer Fußballspieler und -trainer
- Ferry de Haan (* 1972), niederländischer Fußballspieler
- Folkert de Haan (* 1978), niederländischer Radrennfahrer
- Foppe de Haan (* 1943), niederländischer Fußballtrainer
- Frederik de Haan (1863–1938), niederländischer Historiker
- Friedrich von Haan (1838–1916), österreichischer Genealoge
- Geertje Tjarks Haan (1792–1866), deutsche Insulanerin
- Georg Haan († 1628), Kanzler im Hochstift Bamberg und Opfer der Hexenprozesse
- Gerhard de Haan (* 1951), deutscher Erziehungswissenschaftler und Hochschullehrer
- Hanna de Haan (* 1993), deutsche Fußballtorhüterin
- Heiner Haan (1936–2015), deutscher Historiker und Hochschullehrer
- Heinrich Haan (1844–1909), deutscher Theologe, Philosoph und Jesuit
- Heinrich de Haan (1896–1957), deutscher Politiker
- Jacob de Haan (* 1959), niederländischer Komponist und Musiker
- Jacob Israël de Haan (1881–1924), niederländischer Rechtsanwalt, Diplomat, Journalist und Dichter
- Jan de Haan (* 1951), niederländischer Komponist, Verleger, Dirigent und Musiker
- Jo de Haan (1936–2006), niederländischer Radrennfahrer
- Johan Bierens de Haan (1883–1958), niederländischer Biologe und Ethologe
- Johann Eilerts de Haan (1867–1910), niederländischer Forschungsreisender
- Jolijn de Haan (* 2002), niederländische Volleyballspielerin
- Katharina Haan († 1628), Opfer der Hexenverfolgung
- Laurens de Haan (* 1937), niederländischer Statistiker
- Mathias Wilhelm von Haan (1737–1816), österreichischer Jurist und Staatsmann
- Meijer de Haan (1852–1895), niederländischer Maler
- Piet Haan (1930–2017), niederländischer Radrennfahrer
- Poul de Haan (* 1947), niederländischer Ruderer
- Renée de Haan (1954–2016), niederländische Sängerin
- Richard Haan (* 1960), slowakischer Sänger (Bariton)
- Setske de Haan (1889–1948), niederländische Schriftstellerin
- Wilhelm von Haan (?–1796), österreichischer Generalmajor
- Wilhelm Haan (1801–1884), deutscher Theologe und Historiker
- Wilhem de Haan (1801–1855), niederländischer Zoologe
- Willem de Haan (1849–1930), niederländischer Dirigent und Komponist
- Wolfgang de Haan (1925–2012), deutscher Jurist